# آموزش والدوروف

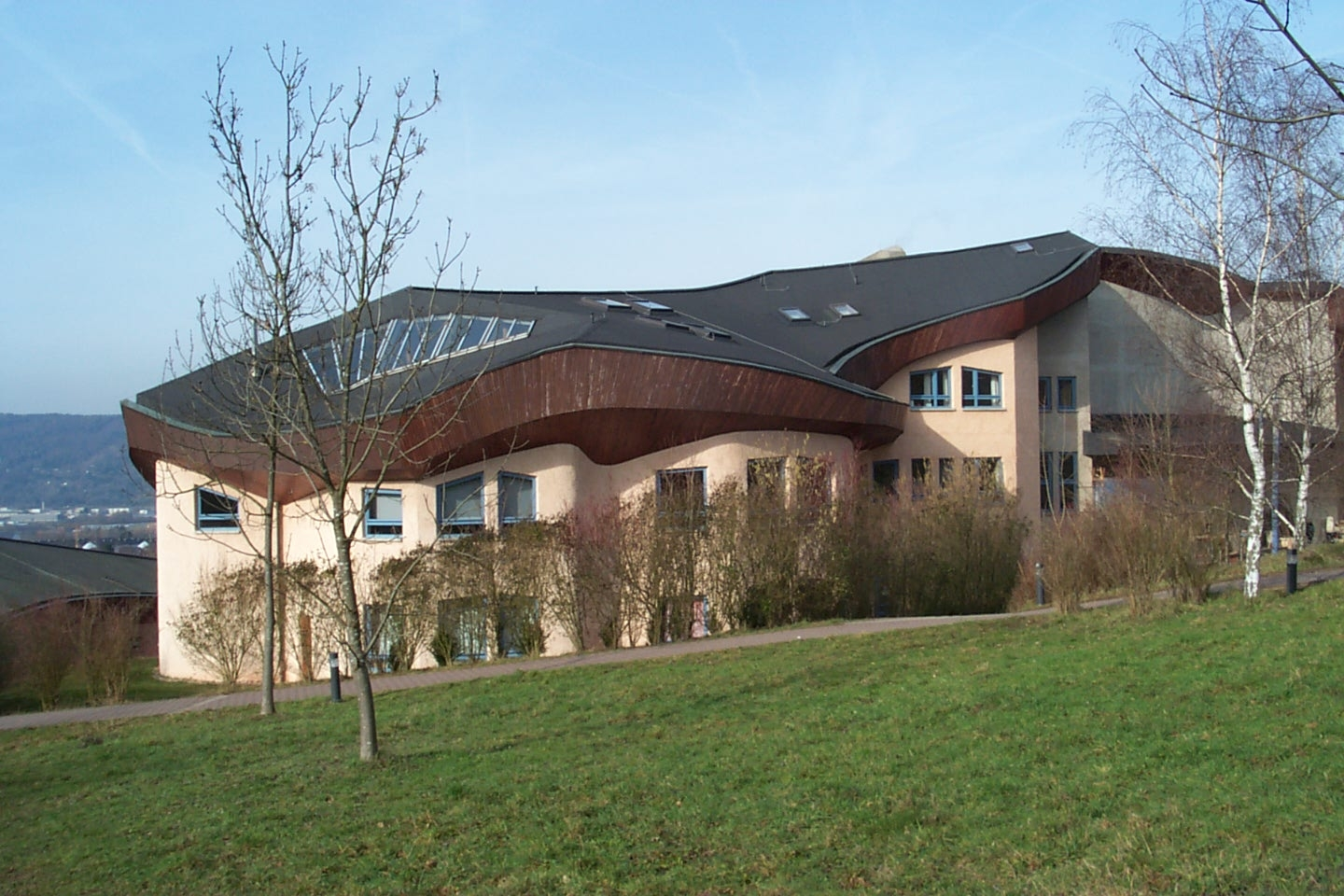
مدرسهٔ والدوروف در آلمان

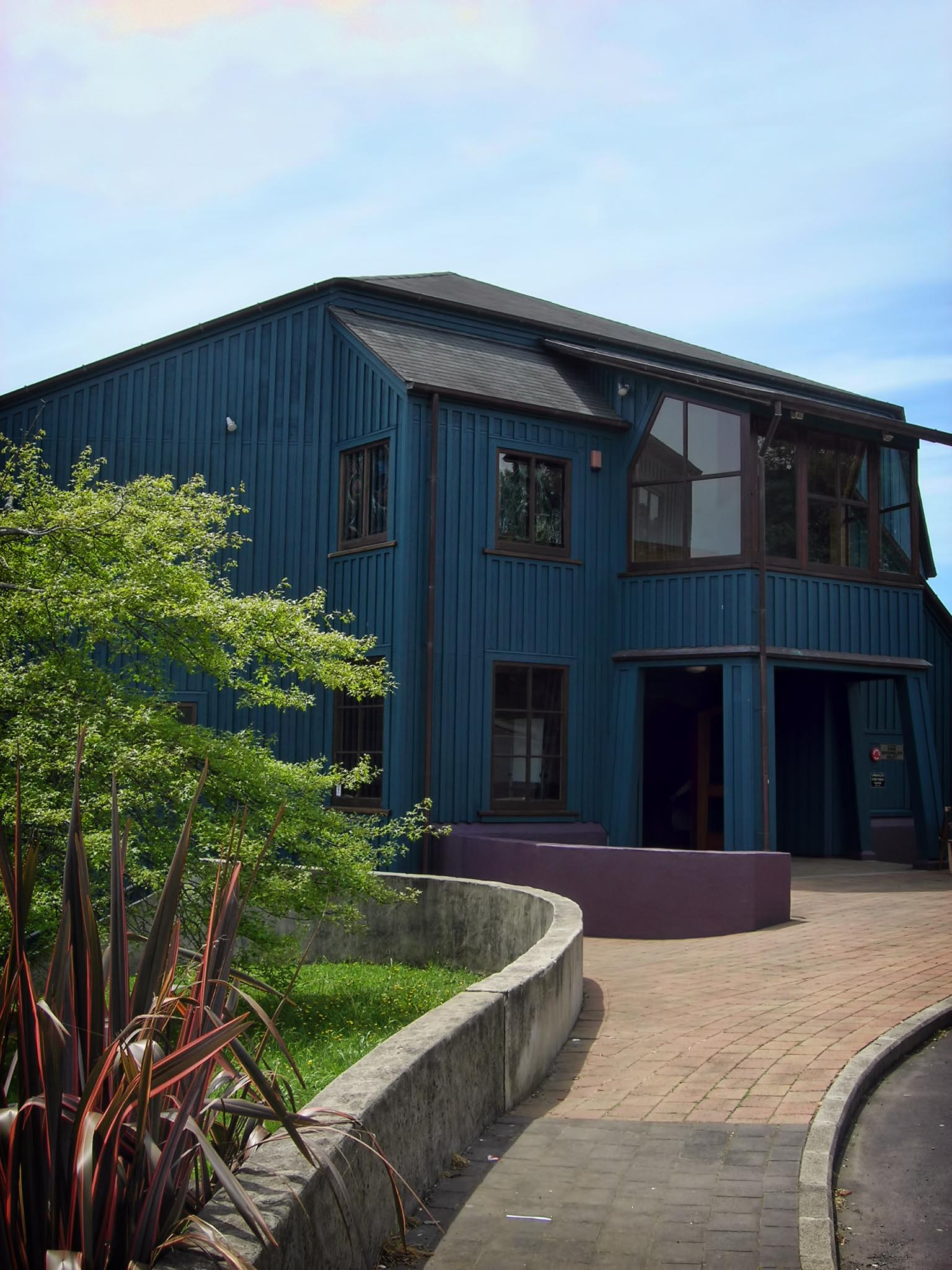
Michael Park Rudolf Steiner School in آوکلند

آموزش والدورف (همچنین شناخته‌شده به اشتاینر یا اشتاینر-والدورف) از روش‌های آموزشی کودکان است که بر پایهٔ فلسفهٔ آموزشی رودولف اشتاینر، بنیان‌گذار انتروپوسوفی می‌باشد. یادگیری میان‌رشته‌ای، عناصر کاربردی، هنری و فکری را ادغام و یکی می‌کند و هماهنگ با «روند طبیعی زندگی روزانه» است.

## والدورف در ایران
- اولین سمینار تخصصی والدورف در ایران در سال ۱۳۸۶ به همت مؤسسه پژوهشی کودکان دنیا و سخنرانانی همچون افتخار سجادی و دکتر بهشتی و صاحب نظرانی از کشور آلمان همچون خانم واسکو برگزار شد، دومین سمینار و اولین کارگاه والدورف و به صورت تخصصی با وقفه ای ۷ ساله و این بار در اصفهان برگزار گردید، در این کارگاه که به همت انجمن دوست داران کودک برگزار گردید نیز استادانی همچون پروفسور کلیشادی، افتخار سادات سجادی و ناصر یوسفی و دیگر صاحب نظران برگزار گردید